# Кольрауш, Фридрих (педагог)
Фридрих Кольрауш (нем. Friedrich Kohlrausch; 5 ноября 1780, Ландольфсхаузен, — 30 января 1867, Ганновер) — немецкий педагог и историк.
Обучался в Геттингенском университете, в 1813 году стал профессором в лицее, затем в гимназии в Дюссельдорфе, в 1829 году был назначен президентом вновь основанного верховного училищного совета в Ганновере. Он опубликовал: «Deutsche Geschichte für Schulen» (16 изд., 1875; русский перевод Бартенева, M., 1860) и «Erinnerungen aus meinen Leben» (Гамбург, 1863).